# Manuel Scavone
Manuel Scavone (* 3. Juni 1987 in Bozen) ist ein italienischer Fußballspieler. Der gebürtige Südtiroler ist als Mittelfeldspieler oder Außenstürmer aktiv.

## Vereine
Scavone wurde in den Jugendmannschaften des FC Südtirol ausgebildet und schaffte 2004 den Sprung in den Profikader. Bereits drei Monate nach seinem Debüt in der Serie C2 schoss er sein erstes Tor. In der Saison 2009/10 war er mit 11 Treffern erfolgreichster Torschütze seines Vereins.
2010 wechselte Scavone zum Verein Novara Calcio, dem in der folgenden Saison der Aufstieg von der Serie B in die Serie A gelang. Im Sommer 2011 wurde er zum AS Bari transferiert, mit dem er erneut in der Serie B spielte. Von 2012 bis 2016 spielte er für FC Pro Vercelli. Seit der Saison 2016/17 spielt er für Parma Calcio.